# Grand Bassam
Grand Bassam (fransk udtale: [ɡʁɑ̃ basam]) er en by i den sydøstlige del af Elfenbenskysten, øst for Abidjan. Det er et underpræfektur af og sæde for Grand Bassam-departement, og den er også en kommune. I slutningen af det 19. århundrede var Grand-Bassam kortvarigt den franske kolonihovedstad i Elfenbenskysten. På grund af dets enestående eksempler på kolonial arkitektur og byplanlægning, og sammenstillingen af kolonibyen med en traditionel Nzema-landsby, blev det historiske centrum af Grand-Bassam udpeget som et UNESCOs verdensarvssted i 2012.
I 2021 var befolkningen i underpræfekturet Grand-Bassam på 124.567 mennesker.

## Geografi
Ébrié Lagunen deler byen i to dele: Ancien Bassam er den tidligere franske bydel, der vender ud mod Guineabugten, og er hjemsted for de større kolonibygninger, hvoraf nogle er blevet restaureret. Der er også en katedral og Elfenbenskystens nationale kostumemuseum, der ligger i det tidligere guvernørpalads. Nouveau Bassam, der er forbundet med en bro til det gamle Bassam, ligger på den indre, nordlige side af lagunen. Den voksede ud af de afrikanske tjenerkvarterer og er nu byens vigtigste kommercielle centrum.
Byen er sæde for det romersk-katolske bispedømme Grand-Bassam, og har hjemme i katedralen Cathédrale Sacré Cœur i Grand-Bassam.

## Historie
Navnet Bassam kommer efter sigende fra et gammelt afrikansk ord for en af Comoéflodens udmunding. Byen har været beboet af Nzemafolket siden det 15. århundrede og voksede til en velstående fiskerlandsby og et handelscenter. I 1843 byggede franskmændene, efter en traktat med den afrikanske hersker i Grand Bassamregionen, Fort Memours på bredden af floden. Dette fort blev det primære franske handelssted i regionen, og efter Berlin-konferencen i 1885 en base for kolonisatorernes udforskning af Vestafrika. Grand Bassam blev hovedstad for den franske Colonie de Côte d'Ivoire fra 1893 til 1900.
I 1899 blev koloniadministration overført til den nærliggende by, Bingerville, efter et ødelæggende udbrud af gul feber, som decimerede byens befolkning. Grand Bassam blev dog ved med at være en vigtig havn indtil væksten af Abidjan i 1930'erne. Byen har stemning af en spøgelsesby, da store dele har været forladt i årtier. Efter uafhængigheden i 1960, blev alle resterende administrative kontorer overført til Abidjan, og i mange år var Grand-Bassam kun beboet af slumstormere. Begyndende i slutningen af 1970'erne begyndte byen at live op igen som turistdestination og håndværkercenter.

## Landsbyer
De otte landsbyer i subpræfekturet Grand Bassam er (folketal fra 2014):
- Azuretti (1.168)
- Ebrah (805)
- Gbamblé (341)
- Grand-Bassam (74.671)
- Modeste (1.981)
- Mondoukou (1.400)
- Vitré 1 (2.482)
- Vitré 2 (1.180)